# Szabolcs és Ung k.e.e. vármegye
Szabolcs és Ung közigazgatásilag egyelőre egyesített (k.e.e.) vármegye az 1923. évi XXXV. tc. rendelkezései alapján jött létre Ung vármegye Magyarországon maradt községeinek (Győröcske és Záhony) és a szinte teljes egészében Magyarországon maradt Szabolcs vármegyének az összevonásával. Ugyanez a törvény rendelte el ideiglenesen négy addig Bereg vármegyei községnek (Nagylónya, Kislónya, Mátyus és Tiszakerecseny) Szabolcs vármegyéhez csatolását. A törvény szerint Szabolcs és Ung k.e.e. vármegye kilenc járásra oszlott és székhelye Nyíregyháza volt.
|  |  |

Megszűnésére 1938-ban az I. bécsi döntés nyomán került sor, amikor az egykori Ung vármegye nagy része újra magyar terület lett, ezért a két megyét ismét különválasztották. Ekkor csatolták vissza Bereghez az 1923-ban ideiglenesen Szabolcshoz csatolt községeket.
Meg kell azonban említeni, hogy ez a „szétválasztás” csupán formális volt. Valójában ugyanis az önállóvá váló Szabolcs vármegyéhez csatolták Győröcskét és Záhonyt, így Ung megye csak a trianoni határokon kívüli területekből alakult újjá. Viszont a trianoni békeszerződés óta Csehszlovákiához tartozott egykori Szabolcs megyei községeket átcsatolták Unghoz, és ezért Szabolcs megye új területe teljes egészében a trianoni határokon belül esett.
|  |  |